# Batalla de Toledo
La Batalla de Toledo, de la Guerra del Chaco, entre Bolivia y el Paraguay, se produjo desde el 25 de febrero al 10 de marzo de 1933. El ataque del ejército boliviano al estratégico fortín Toledo fue, hasta la Segunda batalla de Nanawa, en julio de 1933, el que más bajas produjo al ejército boliviano.

## Antecedentes
En su Apreciación de la situación al 6 de febrero de 1933, fechada en Muñoz, el general Hans Kundt expuso su disconformidad con el general Filiberto Osorio con la dirección principal que este le había dado a la ofensiva de las dos Divisiones (3.ª  y 8.ª ) bajo su mando. Durante el mes de enero, Osorio había insistido en atacar principalmente hacia Fernández (Herrera), lo que Kundt consideró un error por tratarse del punto más fuerte del triángulo Arce-Alihuatá-Rojas Silva (Falcón), núcleo principal del ejército paraguayo. Kundt consideraba que la actitud pasiva de la 3.ª  División boliviana en Corrales, ante el débil ataque que había realizado el Segundo Cuerpo paraguayo a fines de enero, no estaba de acuerdo con la situación real en ese sector. Kundt suponía que era el más débil del sistema defensivo paraguayo y donde la progresión hacia Toledo y la retaguardia de todo el ejército paraguayo amenazaría aislarlo estratégicamente del eje Isla Poí-Puerto Casado, su línea principal de abastecimiento.

## Avance de la 3.ªDivisión boliviana hacia Toledo
Para poner en marcha esta nueva estrategia, la 3.ª División boliviana, al mando del teniente coronel Quintela, salió del fortín Corrales y después de una lenta y penosa marcha de aproximación bajo la lluvia y el fango recorriendo 32 km en 22 días llegó el 21 de febrero a Toledo donde tardó otros 5 días en realizar un minucioso estudio de las posiciones paraguayas.  Inexplicablemente el Estado Mayor boliviano no evaluó correctamente las fuerzas enemigas en la zona por lo que la 3.ª División, desde el inicio, careció de la superioridad necesaria, en su calidad de atacante, para poder quebrar el sistema defensivo paraguayo. A su vez,  Estigarribia y Juan B. Ayala asumieron que el avance boliviano contra Toledo se hacía con gran cantidad de recursos y pensaban que esto aliviaría en cierta medida la presión boliviana en la zona de Kilómetro 7 y Nanawa al sur. Ambos desconocían que en Puesto Sosa, Kundt ya tenía casi lista la 9.ª División como unidad de reserva para lanzarla hacia donde fuera conveniente.

## Situación del Segundo Cuerpo de Ejército paraguayo
La crítica situación del Segundo Cuerpo paraguayo, al mando del teniente coronel Ayala con 5000 hombres, que defendía el fortín Toledo, no había cambiado después del fallido intento de expulsar a los bolivianos del fortín Corrales a fines de enero: 
- Era una unidad en formación con muchos soldados recién incorporados y sin experiencia de combate en el monte. Tal era el caso de los oficiales de la marina paraguaya recientemente incorporados.
- Muchas unidades no contaban con la totalidad de su armamento reglamentario.
- El Grupo de Artillería 4 (GA-4), al mando del mayor A. Zayas, disponía de viejos y obsoletos cañones Krupp sin aparatos de puntería y que después de este combate serían definitivamente transformados en chatarra.
- Una peste de disentería y tifoidea afectaba a la unidad.

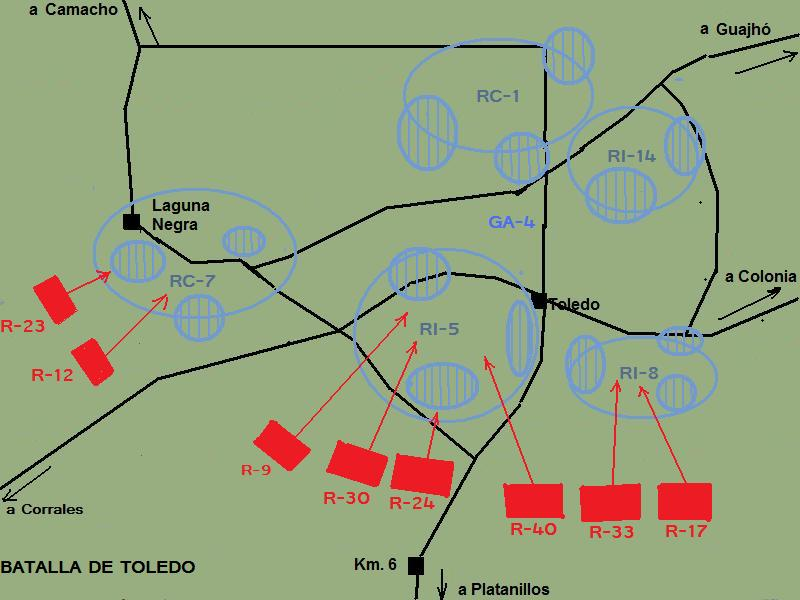
Situación al 26 de febrero de 1933. Rojo=Fuerzas bolivianas. Azul=Fuerzas paraguayas.

## Organización defensiva del fortín Toledo
Por todas estas razones Ayala diseñó la defensa de Toledo en forma de "centros de resistencia" (CR):

"La línea defensiva no se organizó en líneas continuas sino en "Centros de Resistencia" por Compañías en profundidad, dejando grandes claros entre las unidades. Fue un sistema de organización defensiva que en aquella oportunidad dio excelentes resultados (...) crean cohesión y facilidad de mando sobre tropas bisoñas, como era el caso de la dotación del RI-8 "Piribebuy" (...) son muy difíciles de reducir si son instalados en los montes, como era el caso, y si no se dispone de suficientes granadas y buenos artilleros. Son erizos que se defienden en todas direcciones. En cuanto a la artillería, cuando enviaban sus granadas, eran certeras y desconcertante‘’
Juan B.Ayala (1984, p. 90)

## Ataque boliviano a Toledo
Ocho regimientos bolivianos se ubicaron frente a Toledo defendido por cinco regimientos paraguayos. El 25 de febrero la artillería comenzó a lanzar sus granadas sobre el fortín mientras diez aviones ametrallaban en vuelo rasante toda la zona.  Al amanecer del día 26 los bolivianos iniciaron el ataque precedido por un intenso bombardeo de la artillería y a las 13:00 horas avanzó la infantería frontalmente siendo cubierta adelante por una progresiva cortina de obuses. Los atacantes lograron penetrar fácilmente por entre los sectores vacíos que dejaban los "CR" creyendo que habían roto las líneas principales. Una vez dentro no pudieron seguir progresando debido al fuego cruzado de la fusilaría y morteros de los distintos "CR" y de la artillería que recién en ese momento entró en acción. 

"El 27 de febrero, los bolivianos reiniciaron el ataque pero con mucho menos entusiasmo y en dos ataques perdieron unos 1200 hombres entre muertos, heridos y desaparecidos"
(De la Pedraja Tomán, 2006, p. 374)

 La 3.ª División boliviana casi se desintegró por la gran cantidad de bajas sufridas contando con más de 5500 y su capacidad combativa y moral se redujo notablemente en los días siguientes. El teniente coronel Ayala, sin darse cuenta del daño que había hecho a su oponente, esperó hasta los primeros días de marzo nuevos ataques bolivianos que no se produjeron. El día 5 el coronel José M. Quintela reemplazó al teniente coronel Luis Gamarra en el mando de la División boliviana. El día 9 regresó una patrulla lejana al mando del teniente Manuel Irala Fernández, alias "Yacaré Valija", que capturó un informe de Quintela al general Osorio, donde aquel daba cuenta de la precariedad de su situación. Recién el 10 de marzo, Ayala ordenó el contraataque intentando realizar nuevamente una operación de doble envolvimiento. El día 11, fracciones paraguayas salieron en la retaguardia del RI-23 boliviano. Si bien se enviaron dos regimientos para impedir esa maniobra, la 3.ª División no tuvo otra opción que retirarse para no ser copada bajo la protección del regimiento Florida, al mando del mayor Manchego. El agotamiento y la desmoralización de las fuerzas bolivianas hizo que 3 regimientos, el RI-23, el Chorolque y el Pari se negaran a seguir combatiendo. Si bien se logró convencer a los dos primeros, el Pari arrastró al Warnes y ambas unidades huyeron hacia Camacho disparando incluso contra las propias fuerzas que acudieron a contenerlas. El general Osorio, temiendo nuevas deserciones, ordenó la retirada de la 3.ª División hacia el fortín Corrales.

## Final de la batalla y conclusiones
Esta batalla finalizó el 11 de marzo de 1933 con el repliegue boliviano hasta una línea defensiva a 11-15 km del fortín Corrales y fue, hasta la Segunda batalla de Nanawa, en julio de 1933, la más importante de la guerra. El Coronel Ayala no pudo realizar la persecución de enemigo por la escasez de camiones y porque el coronel Estigarribia decidió utilizar parte de sus fuerzas como reserva general debido a la sorpresiva aparición de la 9.ª División boliviana en la zona central y la posterior captura que realizó esa unidad del fortín Alihuatá (Zenteno) el 13 de marzo de 1933.

"Un error que Kundt cometió frecuentemente durante la guerra fue la de no concentrar sus fuerzas en un solo y bien planeado ataque. En su lugar ordenaba ataques sucesivos sobre puntos separados del frente de batalla. Aparte de esta estrategia, a menudo sacaba fuerzas de otros frentes, por lo que cada ataque se realizaba sin reservas"
Bruce W.Farcau (1996, p. 105/106)

Como era habitual en la conducción del ejército boliviano, el general Filiberto Osorio, dirigió toda la operación desde su Puesto de Mando ubicado en Yayucubás, a casi 100 km del frente de batalla.